# Магнитные ленты для компакт-кассет
Магнитные ленты для компакт-кассет подразделяются на три основных типа, различающиеся уровнем подмагничивания при записи и постоянной времени цепей частотной коррекции при воспроизведении. 

Характеристики и обозначения типов лент регламентированы стандартом МЭК-94 (IEC-60094). 
Исторически, тип МЭК-I (IEC I) включал ленты на основе гамма-оксида железа, тип 
МЭК-II — ленты на основе диоксида хрома и близкие к ним по магнитным свойствам феррокобальтовые ленты, 
наиболее совершенный и дорогой тип МЭК-IV — металлопорошковые ленты. 
В 1980-е годы появились ленты со сверхтонкими рабочими слоями из напылённого металла (ME), металлопорошковые ленты МЭК-II и МЭК-I и широко распространились высококачественные феррокобальтовые ленты МЭК-I («суперферрики»). Качественный разрыв между лентами трёх типов сократился: лучшие ленты МЭК-I разработки 1980-х годов на равных конкурировали с металлопорошковыми лентами.
Двухслойные феррохромные ленты, стандартизованные под обозначением МЭК-III, распространения не получили. Обозначение тип 0, не предусмотренное МЭК-94, техническая пресса применяла для устаревших лент 1960-х годов, не соответствовавших стандарту, а также для низкокачественных некондиционных или контрафактных лент.

## Основные характеристики магнитных лент

### Магнитные характеристики
Для обеспечения магнитной записи в рабочем слое ленты используются магнитотвёрдые порошковые ферромагнетики или ферримагнетики — материалы, требующие значительных внешних намагничивающих воздействий и сохраняющие («записывающие») значительную остаточную намагниченность после снятия внешнего воздействия. Основными магнитными характеристиками лент являются:
- остаточная индукция насыщения определяет верхний предел уровня записи, для разных материалов составляет от 1100 до 3500 Гс[4]. Это важнейшее свойство ленты, которое определяет её динамический диапазон[5];
- коэрцитивная сила характеризует уровень внешнего воздействия, которое необходимо для размагничивания и подмагничивания ленты. В серийных лентах величина коэрцитивной силы составляет примерно от 350 до 1200 Э. Чем выше этот показатель, тем меньше запись подвержена влиянию электромагнитных помех и самопроизвольному размагничиванию на высоких частотах. С увеличением коэрцитивной силы уменьшается магнитная проницаемость рабочего слоя, что способствует снижению слойных и контактных потерь при записи[6][7];
- коэффициент квадратности[комм. 2] петли гистерезиса служит мерой линейности магнитной записи. Чем он ближе к единице, тем медленнее нарастают нелинейные искажения при записи и тем полнее используются возможности ленты в пределах остаточной индукции. Наилучшая линейность достигается при плотной упаковке принудительно ориентированных игольчатых магнитных частиц, наихудшая линейность свойственна хаотично, рыхло уложенным частицам неправильной формы. Уменьшение размера частиц, однородность их формы и регулярность их укладки также способствуют снижению уровня шума и лучшей передаче высокочастотных сигналов[8][9].

### Электроакустические характеристики
Основными электроакустическими характеристиками, применявшимися в оценке качества компакт-кассет, являются:
- Максимальный уровень записи, измеряемый относительно номинального уровня намагниченности в 250 нВб/м или «уровня Долби» в 200 нВб/м. На низких, средних и высоких частотах применяются различные показатели:
  - Среднечастотный максимальный уровень (англ. maximum output level, MOL). Обычно измеряется на частоте 315 (MOL315) или 400 (MOL400) Гц, определяется как уровень, при котором коэффициент третьей гармоники нелинейных искажений достигает порога в 3 %[10]. Дальнейшее намагничивание ленты возможно, но сопровождается значительной компрессией сигнала и неприемлемо высокими искажениями. У всех типов магнитных лент максимальный уровень незначительно изменяется в диапазоне частот 125−800 Гц; а при частотах ниже 125 Гц и выше 800 Гц резко снижается[11]. На частоте 40 Гц снижение максимального уровня составляет от 3−5 дБ у лент МЭК-I[12] до 6−7 дБ у лент МЭК-IV[13];
  - На частотах выше нескольких кГц нормирование нелинейных искажений теряет смысл, так как записанные на ленту гармоники намагниченности выходят за пределы звукового диапазона[комм. 4]. Поэтому на высоких частотах используется предельный уровень[комм. 5] (англ. saturation output level, SOL). Обычно он измеряется на частоте 10 кГц (SOL10K)[14];
- Уровень шума паузы. Измеряется относительно номинального уровня или «уровня Долби» с применением взвешивающего фильтра А[комм. 6]. Реже приводятся данные об уровне модуляционного шума, который сопровождает записанный на ленту сигнал. Этот вид шума представляет собой серьёзную проблему, так как не может быть подавлен компандерными системами шумопонижения[15];
- Динамический диапазон (отношение сигнал/шум) — разница между низкочастотным максимальным уровнем и уровнем шума паузы[16]. Для практически неискажённой передачи звука необходим динамический диапазон тракта записи-воспроизведения не хуже 60...65 Дб;
- Чувствительность, обычно измеряется на частотах 315 и 10000 Гц относительно первичной типовой (эталонной) ленты МЭК[17];
- Стабильность уровня воспроизведения сигнала. Случайные выпадения намагниченности ленты — характерный признак низкокачественных или повреждённых лент[17]. При испытаниях высококачественных лент стабильность уровня может объединяться с коэффициентом детонации и уровнем модуляционного шума в интегральный показатель стабильности, или однородности, воспроизведения.

Диапазон записываемых и воспроизводимых частот сам по себе не является значимой характеристикой ленты. При малых уровнях намагниченности все качественные ленты способны записывать и воспроизводить частотный диапазон 30—16000 Гц и гарантируют неискажённую передачу звука. Однако на высоких уровнях сигнала верхняя граница сужается из-за снижения предельного уровня. На «уровне Долби» она находится в диапазоне от 8 кГц у хромдиоксидных лент до более 12 кГц у металлопорошковых лент (что, в случае хромдиоксидных лент, компенсируется низким абсолютным уровнем шума). На практике важно не столько значение верхней границы частотного диапазона, сколько трудно формализуемая гладкость АЧХ в области средних и верхних частот.

### Стандарты и эталоны
Первая спецификация лент для компакт-кассет была составлена в 1962—1963 годах компанией Philips; в то время требованиям Philips отвечали лишь три ленты производства компаний 3M, BASF и Kodak. К началу 1970-х годов на рынок вышло множество лент, не соответствовавших устоявшемуся эталону. Магнитофоны, настроенные на заводах по новейшим, улучшенным лентам, оказывались несовместимыми с «обычными», недорогими лентами. Стандартизацией характеристик лент занялись Немецкий институт по стандартизации (DIN), установивший режимы записи и воспроизведения хромдиоксидных лент, а затем Международная электротехническая комиссия — разработчик стандарта МЭК-94 (IEC 60094). Окончательное деление компакт-кассет на четыре типа (МЭК-I, МЭК-II, MЭК-III и МЭК-IV) было установлено МЭК в 1979 году.
В стандарте МЭК-94 определены две важнейшие характеристики магнитофонных трактов:
- Уровень подмагничивания: стандартный для лент МЭК-I, повышенный (150 %[1]) для лент МЭК-II, и особо высокий (250 %[1]) для лент МЭК-IV. Оптимальные значения уровня подмагничивания серийных лент неизбежно отличаются от эталонного. Например, в сравнительных испытаниях 36 лент МЭК-I, проведённых в 1990 году в США, были зафиксированы отклонения от −1 до +1 дБ, а у лент МЭК-IV отклонение достигало +3 дБ[22]. Отклонения фактического тока подмагничивания от оптимального для данной ленты перекашивают АЧХ и уменьшают максимальный уровень записи[23];
- Постоянная времени цепей частотной коррекции при воспроизведении. Задача этих цепей — компенсация спада отдачи ленты на высоких частотах, который у лент МЭК-I начинается в области 1-1,5 кГц, что и обусловило выбор постоянной времени 120 мкс. Для лент МЭК-II и МЭК-IV постоянная времени уменьшена до 70 мкс. Воспроизведение с постоянной времени 70 мкс уменьшает уровень шума на 4 дБ, но при этом уменьшает и максимальный уровень на выходе усилителя воспроизведения на те же 4 дБ. На практике ленты МЭК-II и МЭК-IV могут записываться[комм. 9] и воспроизводиться и с постоянной времени 120 мкс. В таком режиме, например, в 1980-е годы тиражировались «премиальные» кассеты с записью на хромдиоксидной ленте.

Обязательной частью стандарта являются первичные типовые ленты МЭК. Первичные ленты МЭК-I и МЭК-II всех поколений изготовлены BASF, первичные ленты МЭК-III и МЭК-IV — Sony и TDK соответственно. Это не серийная продукция, поступавшая на рынок из года в год, а ленты из уникальных, однажды изготовленных и более не воспроизводившихся партий. Повторить характеристики партии с должной точностью было невозможно, поэтому уполномоченный электротехнической комиссией поставщик однократно производил, а затем хранил запас первичных лент в расчёте на нужды промышленности всего мира на много лет вперёд. Время от времени МЭК пересматривала набор первичных лент; последний по времени пересмотр состоялся в апреле 1994 года.

## Ленты МЭК-I
Ленты МЭК-I (IEC I, или Normal) — первый, наиболее распространённый и доступный тип лент, чаще других использовался при производстве кассет с записью. Магнитный слой ленты МЭК-I состоит из примерно 30 % синтетического связующего и 70 % магнитного порошка — продолговатых, игольчатых частиц ферримагнитного гамма-оксида железа-III длиной от 0,25 до 0,75 мкм. Частицы такого размера можно считать одиночными магнитными доменами. Масса порошка имеет коричневый цвет, а его интенсивность и оттенки определяются средним размером частиц. За рубежом оксид из синтетического гётита производили предприятия, выпускающие минеральные пигменты; в советской промышленности, из-за невозможности обеспечить должную химическую чистоту на предприятиях лакокрасочной отрасли, оксидный порошок изготавливали непосредственно заводы-производители лент.
Стандартом IEC 60094 для типа I установлен нормальный (низкий) уровень подмагничивания и постоянная времени частотной коррекции 120 мкс. Множество выпущенных кассет МЭК-I складывается из трёх основных подтипов: ленты начального уровня, улучшенные ленты на основе гамма-оксида железа-III, и высококачественные ленты на основе гамма-оксида железа-III, легированного кобальтом. Значения остаточной индукции и коэффициента квадратности, определяющие предельные уровни записи, последовательно возрастают от подтипа к подтипу, а коэрцитивная сила остаётся неизменной (примерно 380 Э). Общим для всех лент МЭК-I является и небольшой относительно МЭК-II и МЭК-IV спад максимального уровня на низких частотах: уступая более дорогим лентам в уровне записи высокочастотных составляющих, они выигрывают на низких.

### Ленты начального уровня
В основании пирамиды лежат базовые, дешёвые ленты на основе чистого, немодифицированного и нелегированного гамма-оксида железа(III). Низкие характеристики этих лент — следствие неплотной изотропной укладки крупных частиц неправильной формы в магнитном слое. Ленты этого класса, часто маркировавшиеся как «малошумящие» (Low Noise), имеют наихудший абсолютный уровень шума, низкую остаточную индукцию (≈1400 Гс) и низкий коэффициент квадратности (≈0,75) — что задаёт относительно низкий максимальный уровень записи и узкий динамический диапазон. Чувствительность дешёвых лент, как правило, также низкая, а оптимальный уровень подмагничивания на 1−2 дБ ниже, чем у усовершенствованных лент МЭК-I.
Именно к этой группе относится и неформальный «тип МЭК-0» — сборная группа оксидных лент, не соответствующих МЭК-I. Исторически в неё входили ленты «докассетной эпохи», не адаптированные под специфические требования кассетной аппаратуры и, как правило, требовавшие меньшего по сравнению с МЭК-I тока подмагничивания. При стандартной настройке канала записи все ленты звучали тускло, и лишь немногие из них «раскрывались» при тонкой подстройке тока записи. В XXI веке вместо прежнего значения обозначение «тип МЭК-0» используется для всевозможных некачественных, некондиционных и контрафактных кассет.

### Улучшенные ленты
По мере развития технологии ленты начального уровня крупных производителей превзошли ограничения своего подтипа и перешагнули в разряд усовершенствованных. Ленты этого подтипа (англ. microferrics) отличались правильной формой и меньшим размером частиц — примерно 0,3 мкм в длину. Первая компакт-кассета такого рода, TDK SD, вышла на рынок в 1971 году; в 1973 появился ставший эталоном мелкозернистый магнитный порошок компании Pfizer. Затем производители освоили анизотропную укладку магнитных частиц под воздействием мощного магнитного поля, что заметно улучшило линейность (коэффициент квадратности приблизился к 0,9) и воспроизведение высоких частот. Типичная остаточная индукция улучшенной ленты разработки 1980-х годов равна примерно 1600 Гс, максимальный уровень записи на 2 дБ выше, чем у лент начального уровня, а абсолютный уровень шума — несколько ниже. Недостаток улучшенных лент — повышенный на 3—6 дБ копирэффект.

### Феррокобальтовые ленты МЭК-I
Наиболее совершенный подтип МЭК-I — ленты на основе гамма-оксида железа(III), обогащённого кобальтом. Существовало несколько разных технологий их производства, практическое распроспространение получил экономичный и гибкий процесс низкотемпературного капсулирования оксида тонким слоем феррита кобальта(II) из водного раствора хлорида кобальта. Получающиееся частицы имеют правильную игольчатую форму и могут быть плотно упакованы в высококачественные анизотропные магнитные слои. Первые феррокобальтовые компакт-кассеты американской компании 3M появились в 1972 году и на равных состязались с хромдиоксидными лентами; комментаторы отмечали исключительно высокую чувствительность и рекордный максимальный уровень записи новых лент.
Остаточная индукция феррокобальтовых составов МЭК-I равна примерно 1750 Гс. Максимальный уровень записи на 4 дБ выше, а чувствительность на 2—3 дБ выше, чем у лент начального уровня; уровень шума примерно тот же, что у улучшенных лент. Лучшие ленты этого класса («суперферрики») по совокупности динамических и частотных характеристик не уступают лентам МЭК-IV. Это доступная альтернатива металлорошковым лентам, в особенности при записи акустической музыки с большим динамическим диапазоном. Динамический диапазон составляет 60...62 дБ, при исключительно высоком, на уровне лент МЭК-IV, максимальном уровне записи на низких частотах.

## Ленты МЭК-II
Тип МЭК-II (IEC II, или High Bias, Chrome Bias и т. п.) объединяет два основных подтипа — ленты на основе диоксида хрома и феррокобальтовые ленты; кроме того, существует немногочисленный подтип металлопорошковых лент МЭК-II.
Ленты МЭК-II, согласно стандарту, предназначены для записи с высоким уровнем подмагничивания (150 % от уровня МЭК-I) и воспроизведения с постоянной времени 70 мкс. 
Первичная типовая лента DIN, установленная до принятия МЭК-94 — BASF C401R, первичные ленты МЭК — BASF S4592A (c 1981 года) и BASF U564W (с 1988 года).

### Хромдиоксидные ленты
Ленты на основе ферромагнитного модифицированного диоксида хрома, предназначенные для вычислительной техники и видеозаписи, появились в 1968 году; два года спустя начался выпуск хромдиоксидных компакт-кассет. Ранние хромдиоксидные ленты «славились» повышенной абразивностью, но уже к 1977 году эта проблема была решена. Сложность и дороговизна высокотемпературного синтеза диоксида хрома, вкупе с необходимостью уплаты роялти правообладателю — компании DuPont, —  обусловила высокие розничные цены на кассеты и стимулировала поиск иных, альтернативных магнитных материалов.
Типичная хромдиоксидная лента характеризуется коэрцитивной силой в 600 Э, остаточной индукцией 1300 Гс и близким к идеалу коэффициентом квадратности петли гистерезиса (0,9). Её главное достоинство — низкий уровень и благозвучный спектральный состав шума, в особенности модуляционного шума на высоких частотах. Рекордно низкие уровни шума среди всех кассет — у двухслойных хромдиоксидных лент; уровень шума таких кассет не уступает характеристикам обычных лент на скорости 19,05 см/с. Заметно выше и чувствительность на высоких частотах, однако максимальные уровни записи невелики — не выше, чем у базовых лент МЭК-I, и намного ниже возможностей «микроферриков» и «суперферриков». Превышение максимального уровня абсолютно недопустимо, а приближение к нему нежелательно, так как в «красной зоне» нелинейные искажения хромдиоксидных лент нарастают быстрее, чем у лент других типов. Из-за быстрого спада максимального уровня в областях низких и верхних частот хромдиоксидные ленты не универсальны; наилучшим образом они подходят для записи энергичной музыки с ярко выраженными обертонами, но относительно малыми уровнями басов.
Хромдиоксидные компакт-кассеты — наименее долговечные, и наиболее подвержены преждевременной деградации. При нормальных условиях хранения лента остаётся пригодной к использованию, но уровень записанного сигнала медленно снижается — примерно на 2 дБ за расчётный срок хранения (10—30 лет). При увеличении температуры хром — окислитель полиэфирных и полиуретановых связующих — запускает необратимый процесс распада макромолекул полимера. Осколки молекул дрейфуют к поверхности ленты, что вначале лишь ухудшает её фрикционные свойства, затем возрастает уровень шума, а в конце распада рабочий слой ленты превращается в непрочную вязкую массу. Сходный «синдром липкости-осыпания» наблюдался в ряде лент для катушечных магнитофонов, однако почти не свойственен компакт-кассетам МЭК-I и феррокобальтовым кассетам МЭК-II.

### Феррокобальтовые ленты МЭК-II
Вскоре после внедрения в производство хромдиоксидных кассет японские производители, не желавшие платить лицензионные отчисления DuPont, занялись поиском патентно-чистой альтернативы — ею стало всё то же капсулирование гамма-оксида железа(III) ферритом кобальта. Свойствами феррокобальтового слоя можно управлять, дозируя долю кобальта: каждый дополнительный процент его содержания увеличивает коэрцитивную силу примерно на 133 Э. Для перехода из типа МЭК-I в тип МЭК-II было достаточно нарастить слой феррита кобальта настолько, чтобы коэрцитивная сила возросла до свойственных МЭК-II значений.
В 1974—1975 годы TDK и Maxell вывели на рынок классические феррокобальтовые «псевдохромы» TDK SA и Maxell UD-XL, и свернули производство хромдиоксидных лент. «Война» хромдиоксидных и феррокобальтовых компакт-кассет прошла относительно спокойно, оба типа лент сосуществовали до конца кассетной эпохи. Конкурентная борьба за рынок видеолент, напротив, была бурной и уже в 1976 году завершилась полной победой феррокобальтовых составов. В 1980-е годы распространились «премиальные» двуслойные феррокобальтовые ленты с особо высокими максимальными и предельными уровнями; в середине 1990-х годов была выпущена первая и единственная трёхслойная лента TDK SA-XS.
Отличить «псевдохром» от настоящих хромдиоксидных лент несложно: последние имеют характерный запах горячего воска, отсутствующий в лентах иных типов. Электроакустические характеристики феррокобальтовых лент МЭК-II близки к характеристикам высококачественных лент МЭК-I. Уровень шума ниже из-за применения постоянной времени 70 мкс, однако по той же причине снижен и предельный уровень записи на высоких частотах. Реальный динамический диапазон, по данным независимых измерений 1990 года, составляет 60...65 дБ.
Магнитные характеристики феррокобальтовых лент МЭК-II (коэрцитивная сила 580—700 Э, остаточная индукция 1300—1550 Гс) отличаются от характеристик хромдиоксидных лент незначительно, однако этого различия достаточно, чтобы оптимальные токи подмагничивания отличались существенно. Фактически, в пределах одного типа МЭК сосуществуют ленты с несовместимыми режимами записи. Японские производители аппаратуры, следуя за лидерами рынка компакт-кассет, настраивали каналы записи магнитофонов не на первичную ленту МЭК-II, а на японские «псевдохромы» TDK SA. Несовместимость японских лент с действующим стандартом создала проблемы пользователям магнитофонов европейского производства и подорвала позиции компаний-производителей хромдиоксидных лент, прежде всего BASF. К началу 1990-х годов даже они перешли на выпуск феррокобальтовых составов. МЭК «решила» проблему совместимости, назначив новой первичной лентой МЭК-II феррокобальтовую ленту производства того же BASF, близкую по характеристикам к «псевдохромам» TDK, лишь в 1994 году.

### Металлопорошковые ленты МЭК-II
Коэрцитивная сила порошка из железа и кобальта, осаждённых из водного раствора солей, зависит от его состава. Изменяя массовую долю кобальта от ноля до 10%, производитель может точно подбирать коэрцитивную силу в диапазоне от примерно 400 до 1300 Э; коэрцитивная сила сплавов железо-кобальт может достигать 2200 Э. Благодаря гибкости технологии, производители могли и увеличивать, и уменьшать коэрцитивную силу металлопорошковых лент относительно уровня, установленного для лент МЭК-IV, в том числе — до уровня МЭК-II.
На практике этой возможностью воспользовались лишь японские компании Denon, Taiyo Yuden (торговая марка That’s) и TDK, выпускавшие редкие и дорогие металлопорошковые кассеты МЭК-II. При высокой остаточной индукции по типу МЭК-IV (2600 Гс) эти ленты имели относительно низкую, порядка 800 Гс, коэрцитивную силу, близкую к характеристикам МЭК-II. По данным испытаний 1990 года, продукция Denon и Taiyo Yuden была в числе лучших лент МЭК-II, однако eё применение осложнялось исключительно высокой чувствительностью и нестандартным, существенно большим чем у первичной ленты МЭК-II, током подмагничивания.

## Ленты МЭК-III

### Феррохромные ленты
В 1973 году компания Sony вывела на рынок первые двуслойные ленты, в которых базовый пятимикронный слой гамма-оксида железа был покрыт микронным слоем хромдиоксидного пигмента; по замыслу разработчиков, двуслойная феррохромная лента должна была сочетать свойственный лентам МЭК-I высокий уровень записи на низких частотах с хорошими высокочастотными свойствами диоксида хрома. 
Новинка вошла в классификатор лент как тип МЭК-III, а первичной лентой типа стала Sony CS301.
Помимо Sony, к выпуску феррохромных лент присоединились лишь BASF и AGFA. 
Феррохромные ленты не смогли составить конкуренцию лучшим лентам МЭК-I и МЭК-II, и быстро сошли со сцены. Производители магнитофонов, вначале обеспечивавшие их режимом записи для МЭК-III, к 1983 году перестали это делать. 
BASF прекратила выпуск феррохромных лент в 1984 году, Sony около 1988 года.

## Ленты МЭК-IV

### Металлопорошковые ленты (MP)
Первые попытки создать магнитную ленту на основе не оксидов, а чистых (не окисленных) металлов были предприняты ещё в 1946 году; в 1962 году появились опытные ленты на основе порошка сплава железа, кобальта и никеля, а в начале 1970-х годов компания Philips объявила о начале разработки металлопорошковых (англ. Metal particle, MP) компакт-кассет. 
Внедрение металлопорошковых составов в массовое производство оказалось непростой задачей; известные методы порошковой металлургии не позволяли добиться субмикронного размера частиц. Пирофорность порошков химики обуздали с помощью пассивации металлических частиц тонким слоем оксида. По замыслу разработчиков, контролируемое окисление на производстве также стабилизировало магнитные и химические свойства ленты, препятствуя дальнейшему медленному окислению в процессе эксплуатации. На практике им не удалось убедить рынок: в среде любителей и профессионалов установилось мнение о неизбежной медленной деградации (окислении) металлопорошковых составов.
Серийные металлопорошковые компакт-кассеты вышли на рынок в 1979 году и были стандартизованы под обозначением МЭК-IV. 
Износ головок при протяжке металлопорошковых лент намного ниже, чем у лент других типов.
Постоянная времени воспроизведения 70 мкс — та же, что и у лент МЭК-II, поэтому металлопорошковые ленты могут воспроизводиться на любом магнитофоне, способном воспроизводить ленты МЭК-II. 
Иначе обстоит дело с режимом записи. Коэрцитивная сила типичной металлопорошковой ленты составляет 1100 Э, а остаточная индукция — 3300 Гс, в два-три раза выше чем у оксидных лент, что требует особо высокой индукции подмагничивания и стирания. Традиционные головки с ферритовыми сердечниками, имеющие относительно невысокий порог насыщения, для записи металлопорошковых лент непригодны, поэтому в начале 1980-х годов на смену им пришли новые типы головок на основе сендаста, пермаллоя и комбинированные стеклоферритовые головки с заполнением магнитного зазора магнитомягким сплавом.
Металлопорошковые ленты, в особенности флагманские двуслойные ленты, отличаются рекордно высоким максимальным и предельным уровнями записи и широчайшим динамическим диапазоном при низком уровне нелинейных искажений; они лучше других лент справляются с тонкими нюансами живой, не подвергнутой агрессивной компрессии музыки. 
Из-за высокой цены эти ленты никогда не были массовыми; их применение было исторически оправдано лишь во флагманских, наиболее совершенных моделях магнитофонов. 
Другой недостаток металлопорошковых лент — медленное саморазмагничивание (спад уровня записанного сигнала примерно на 2 дБ за расчётный срок хранения).

### Ленты на основе распылённых металлов (ME)
Технология ионного распыления металлов была внедрена в серийное производство магнитных лент для цифровой и видеозаписи в 1980-е годы, а первые аналоговые микрокассеты нового типа (англ. Metal Evaporated, ME) появились в 1979 году. Процесс распыления проводится в вакуумной камере. Кобальт или кобальто-никелевый сплав нагревается мощным электронным пучком, и распыляется узко направленным конусом на охлаждаемый барабан с лентой. В зону падения атомов металла на ленту подаётся кислород, частично окисляющий осаждённый металл и способствующий формированию мелкозернистой структуры.
Магнитные слои на основе напылённого металла имеют наибольшую информационную плотность из всех известных носителей; в 2010-е годы конкуренцию им составляют лишь магнитные слои на основе феррита бария. Однако механическая прочность напылённого слоя, толщина которого измеряется долями микрона, намного ниже, чем у традиционных оксидных слоёв. По этой причине, а также из-за высокой (на порядок выше, чем у металлопорошковых лент) себестоимости распыление металлов в производстве компакт-кассет не прижилось. 
Единственным производителем компакт-кассет ME стал разработчик технологии — компания Panasonic. Японцам удалось довести до серийного выпуска кассеты, адаптированные к требованиям МЭК-I, МЭК-II и МЭК-IV, но производились они недолго и были практически недоступны за пределами Японии.

## Комментарии
1. ↑  Здесь и далее используются термины ГОСТ 19693-74 «Материалы магнитные. Термины и определения».
2. ↑  Брагинский и Тимофеев именуют этот показатель коэффициентом прямоугольности.
3. 1 2  Здесь и далее используются термины ГОСТ 23963-86 «Ленты магнитные для бытовой звукозаписи. Общие технические условия».
4. ↑  Важно не столько то, что эти гармоники лежат за границей человеческого слуха, сколько то, что их невозможно корректно преобразовать в электрический сигнал обычными головками воспроизведения. На выходе канала воспроизведения наблюдается лишь компрессия записанного сигнала.
5. ↑  ГОСТ 23963-86, п. 4.4.5: «Измерение предельного уровня записи на частоте 10 000 Гц проводят, записывая сигнал на испытуемой ленте при токе записи, обеспечивающем максимально возможное значение напряжения на выходе усилителя воспроизведения»[14]
6. ↑  Фильтр со специально нормированной частотной характеристикой (МЭК-А), соответствующей частотной характеристике чувствительности человеческого уха. Эта характеристика имеет максимум на частотах примерно 1 — 5 кГц. На частоте 50 Гц характеристика имеет спад —30 дБ, на частоте 20 кГц — 10 дБ.
7. ↑  Стандартный уровень «малого сигнала», на котором обычно измеряется диапазон воспроизводимых частот, составляет −20 дБ относительно номинального уровня в 250 нВб/м[18].
8. ↑  МЭК-94 фактически представляет собой семейство родственных, но самостоятельных стандартов, из которых к компакт-кассетам непосредственно относятся IEC-60094-5 «Электроакустические характеристики магнитных лент» и IEC-60094-7 «Кассеты для промышленных и бытовых магнитофонов»[20].
9. ↑  При условии, что магнитофон допускает ручную установку постоянной времени и укомплектован необходимой цепью частотных предыскажений в канале записи. Эти функции были нормой, например, во флагманских деках Nakamichi и Studer.
10. ↑  Под обозначением TDK SD в разные годы выпускались совершенные разные ленты. Первая TDK SD (на основе мелкодисперсного гамма-оксида железа) выпускалась в 1971—1975 годы, а затем была заменена лентой TDK AD. Вторая TDK SD — младшая в линейке феррокобальтовых лент МЭК-II — появилась в 1987 году на рынке США. На европейском и японском рынке её аналог продавался под именем TDK SF[31].
11. ↑  Уровень копирэффекта и уровень шума непосредственно связаны с размером частиц оксида. Чем меньше размер частиц, тем меньше шум, и тем сильнее копирэффект, и наоборот. Наихудшее сочетание копирэффекта и шума свойственно лентам неоднородного состава, в магнитных слоях которых присутствуют значительные количества аномально мелких и аномально крупных частиц[34].
12. ↑  Феррокобальтовый состав Avilyn (основа TDK SA) был представлен публике в конце 1973 года[50].
13. ↑  Выпуск феррокобальтовых кассет Maxell UD-XL, вначале только для японского рынка, был анонсирован в конце 1974 года[51].
14. ↑  Например, принадлежавшая японцам компания Harman Kardon, направляя магнитофоны на сертификацию в Dolby Laboratories, настраивала их по первичной, хромдиоксидной, ленте МЭК. Однако серийные образцы тех же моделей настраивались на завода по ленте TDK SA[56].